# 241192 Пулини
241192 Пулини (241192 Pulyny) — астероїд головного поясу, відкритий 21 вересня 2007 року в Андрушівці.